# 서류철

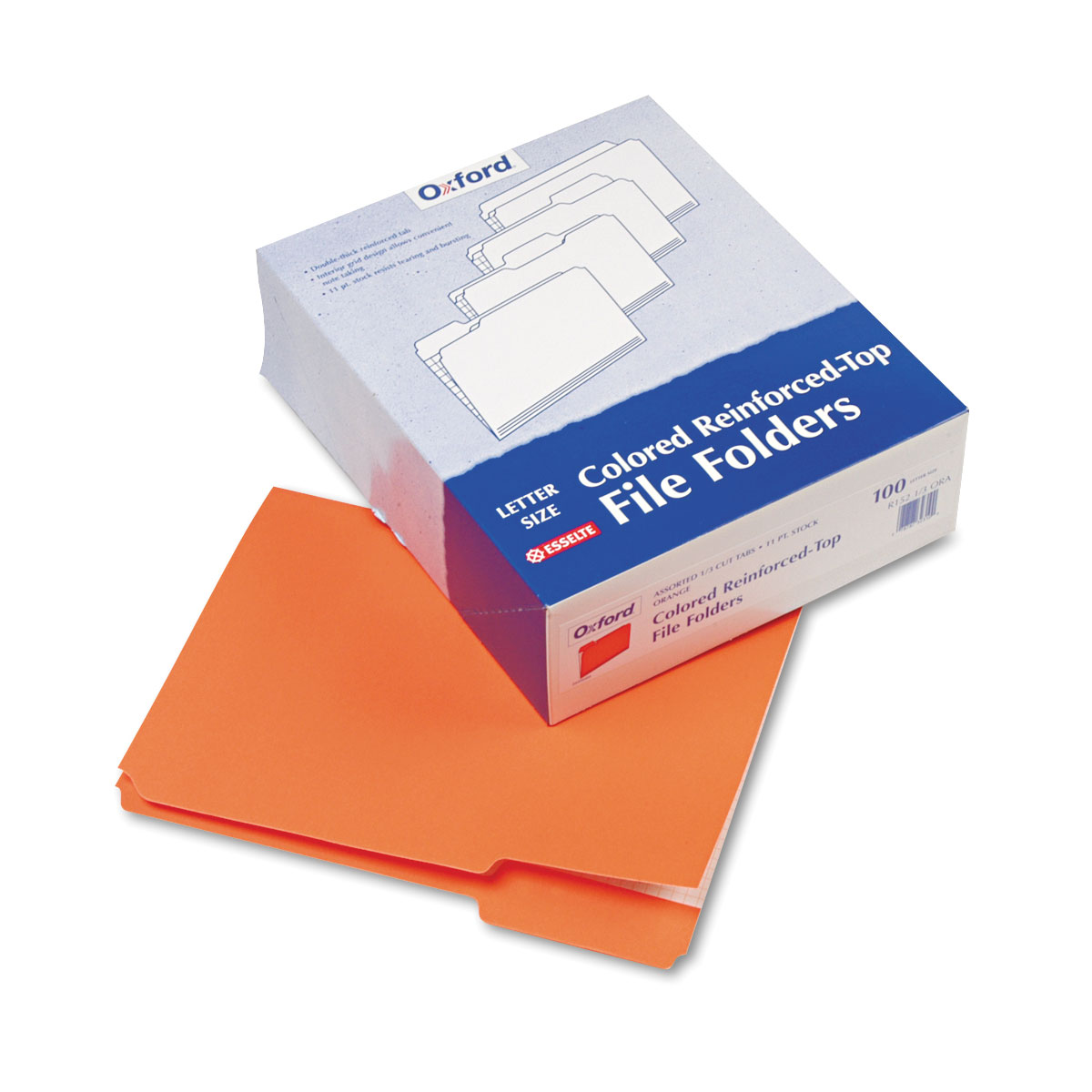

서류철(書類綴) 또는 파일은 분류 및 보호를 위해 종이로 된 문서를 묶거나 매어 모을 수 있게 만든 도구이다.
2010년대에 들어서 대한민국에서는 화일이나 파일이라고 부르는 것이 보편적이다. 홀더나 서류철이라고 부르는 사람은 드물다. 하지만 파일의 중의적 의미 때문에, 서류철이라 부르는 것이 올바른 표현이다.

## 재질과 규격
보통 플라스틱이나 종이로 이뤄져 있으며, 때로는 천공한 종이를 끼워 가지런히 모을 수 있게 제작된다. 규격은 용지(A시리즈, B시리즈, N절지 등)가 딱 알맞게 보관될 수 있는 수준을 기준으로 표기한다.

## 탭 파일 폴더

### 탭 스타일/컷
- 1 컷 (완전한 컷) : 긴 탭 하나만 존재.
- 1/3 컷
- 1/5컷
- 2/5컷
- 1/2컷

### 탭 위치
탭이 다른 위치에서 구분되기 때문에 탭의 위치도 중요하다. 이를테면 1/3 컷 스타일의 경우 가장 먼 오른쪽 위치에 탭이 있는 폴더들은 숫자 3의 위치의 탭을 가지고 있다고 여겨진다.

## 클리어 파일 폴더
여러 장에서 수십 장의 비닐이 들어 있는 서류철이다. 비닐 각 장에 문서를 넣어 보관한다. 보통 비닐1장당 용지1장을 넣으나, 서류 내용이 많을 경우 양면으로 보이도록 문서를 중첩해 보관하기도 한다. 개인용은 내부에 문서를 더 넣어 보관하기도 한다. 클리어 파일 내의 문서를 다른 클리어 파일로 쉽게 이동시킬 수 있고, 한번 보관하면 문서 훼손이 적다는 장점이 있다. 그러나 문서를 각 비닐에서 꺼내야 하는 불편함이 있다. 포트폴리오 폴더, 장부형 바인더 등이 여기에 속한다.

## 몰딩 파일 폴더
쫄대파일이나 쫄대화일로 불리는 서류철이다. 쫄대는 몰딩에 속하기 때문이다. 반으로 접힌 투명하고 유연한 플라스틱 판의 가운데에 쫄대를 끼워 고정시켜 사용한다. 양이 많지 않은 서류 및 문서를 보관할 때 좋다.  표면이 대부분 투명하기 때문에 라벨을 붙이는 대신 대표격의 문서를 앞에 두는 것으로 구분을 위한 시안성을 확보하는 식으로 보관하기도 한다. 보편적으로 A4 규격이 가장 많이 사용된다. 쫄대 자체의 두께와 크기에도 차이가 있으며, 쫄대가 크고 두꺼울수록 더 많은 종이를 보관할 수 있다. 쫄대가 책의 '제본 선' 역할을 하는 특징이 있다. 책처럼 다룰 수 있다는 것이 장점이다.

### 단점
쫄대가 감당할 수 없을 정도로 많은 서류를 넣으면 쫄대가 부러져서 못 쓰게 되거나, 쫄대가 헐거워져 적은 양의 서류를 넣으면 빠져버리는 단점이 있다. 쫄대 이외에 문서를 고정시켜 두는 장치가 없으므로, 한 번에 끼워 넣을 수 있는 서류의 양의 제한도 다른 계열의 서류철보다 매우 적다. 끼워 넣을 문서에 스테이플러를 박았다면 쫄대 내에서 불균형이 생겨 쫄대가 제대로 서류를 고정시키지 못한다. 스테이플러 심을 제거하고 넣어야 한다.

## 클립보드 파일 폴더
문서를 꿰어버리거나 아예 물도록 만들어진 금속성의 클립이 달린 서류철이다. 보통 ‘클립보드’, 혹은 ‘클립파일’로 불린다. 클립보드는 주로 단단한 재질로 만들어진다. 서류철의 덮개가 있는 제품과 없는 제품으로 구분된다. 오래 보관하지 않거나 자주 열람해야 하는 문서를 보관하는데 주로 쓴다. 장시간 보관시 클립보드에 의해 용지 훼손이 발생할 수 있다.

## 예

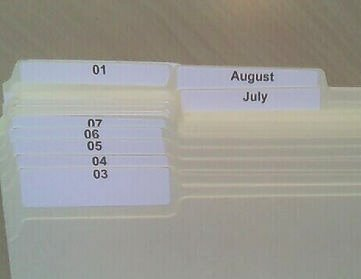
정착된 폴더 파일

## 같이 보기
- 마닐라 폴더
- 링 바인더